# Свети Атанасий (Стение)
Вижте пояснителната страница за други значения на Свети Атанасий.
„Свети Атанасий“ или „Свети Атанас“ (на македонска литературна норма: „Свети Атанасиј“, „Свети Атанасие“) е поствизантийска църква в село Стение, Преспа, част от Преспанско-Пелагонийската епархия на Македонската православна църква – Охридска архиепископия. Разположена е на 1 km югоизточно от селото. В църквата е запазена част от живописта.